# Minna Hook
Minna Hook är en udde i Antarktis. Den ligger i Östantarktis. Nya Zeeland gör anspråk på området.
Terrängen inåt land är varierad. Minna Hook är den högsta punkten i trakten. Trakten är obefolkad. Det finns inga samhällen i närheten.